# Maria Raffaella Cimatti
Blahoslavená Maria Raffaella Cimatti rodným jménem Santina Cimatti (7. června 1861 Faenza – 23. června 1945 Alatri) byla italská římskokatolická řeholnice Kongregace nemocničních sester milosrdenství. Katolická církev ji uctívá jako blahoslavenou.

## Život
Narodila se 7. června 1861 ve Faenze jako dcera farmáře Giacoma Cimattiho a jeho ženy, švadleny Rosy Pasi. Měla pět sourozenců, z nichž Domenico, Paolo a Antonio zemřeli v dětství. Luigi a Vincenzo vstoupili později k Salesiánům Dona Bosca. Po smrti jejich otce roku 1882, začala pomáhat své matce ve výchově sourozenců. Už v té době se rozhodla k řeholnímu životu.
Roku 1889 ji místní farní kněz odvedl do Říma, kde vstoupila do Kongregace nemocničních sester milosrdenství. Přijala jméno "Maria Raffaella" a roku 1890 složila své dočasné sliby. Roku 1893 byla poslána do nemocnice sv. Benedikta v Alatri, aby zde studovala praktické sesterství a aby zde působila jako farmaceutická asistentka. Roku 1905 složila své věčné sliby. Roku 1921 byla poslána do nemocnice Umberta I. ve Frosinone. Zde působila jako zdravotní sestra a představená konventu. Roku 1928 byla poslána zpět do Alatri, kde působila jako představená do roku 1940. Roku 1943 ji byla diagnostikována smrtelná nemoc. Během druhé světové války pomáhala obětem a zraněným.
Zemřela 23. června 1945 v Alatri. Pohřbena byla v nemocniční kapli svatého Benedikta.

## Proces blahořečení
Proces byl zahájen 6. června 1962 v diecézi Anagni-Alatri. Dne 6. července 1993 uznal papež Jan Pavel II. její hrdinské ctnosti. Dne 15. prosince 1994 uznal papež zázrak na její přímluvu. Blahořečena byla 12. května 1996 papežem Janem Pavlem II. na náměstí svatého Petra ve Vatikáně. Dne 27. března 2010 byly její ostatky přesunuty z kaple svatého Benedikta do katedrály svatého Pavla v Alatri.